# 57 Geminorum
57 Geminorum (A Geminorum) é uma estrela na direção da Gemini. Possui uma ascensão reta de 07h 23m 28.55s e uma declinação de +25° 03′ 02.2″. Sua magnitude aparente é igual a 5.04. Considerando sua distância de 154 anos-luz em relação à Terra, sua magnitude absoluta é igual a 1.67. Pertence à classe espectral G8III.